# Питър Бък
 Тази статия е за американския бизнесмен.  За музиканта вижте Питър Бък (музикант).  
Питър Бък (на английски: Peter Buck) е американски бизнесмен - ресторантьор, и филантроп, съосновател на веригата ресторанти за бързо хранене Subway.

## Кратка биография
Роден е в Южен Портланд, щата Мейн през 1930 г. Бък завършва колежа „Bowdoin“ в Брунсуик, Мейн през 1952 г. Няколко години по-късно получава магистърска и докторска степен по физика в Колумбийския университет. През 2008 г. „Bowdoin“ му присъжда почетната титла Doctor of Humane Letters.
Докато работи като ядрен физик в периода 1957-1978 г., той дава на заем на своя бъдещ бизнес партньор и семеен приятел Фред Де Лука 1000 щатски долара през 1965 г., помагайки му да отвори ресторантче за сандвичи, и за да му плати колежа към университета в Бриджпорт, Кънектикът. Наричат ресторанта „Pete's Super Submarines“.
Заедно Бък и Де Лука създават „Doctor's Associates“, сдружение, което да наблюдава дейността на ресторанти, които са разширени по метода на франчайзинга. Въпреки че нито първата, нито втората верига ресторанти, които създават, имат значителни финансови успехи, те продължават да разширят дейността си. До 1973 г. те вече имат 16 ресторанта в Кънектикът, а през 1974 г. започват да дават франчайзинг на ресторанти. Двамата променят името, визията и логото на компанията, изоставяйки дотогавашния „Pete's Subway“, и преименувайки го на „Subway Sandwiches“.
Компанията достига апогея на своето успех след издаване на маркетингова кампания с участието на Джаред Fogle в началото на 2000 г. Subway вече има над 30 000 франчайзингови места в 91 държави, което я прави най-голямата сандвич верига в света.
Става популярен със своите дарения, като най-мащабните са даренията на Смитсоновия институт и за Националния музей по естествена история и за колежа „Bowdoin“ през 2009 г.